# Бэттлз, Барни (1905)
Бе́рнард Джо́зеф Бэттлз (англ. Bernard Joseph Battles; 12 октября 1905, Масселборо, Шотландия — 15 ноября 1979, Эдинбург, Шотландия), более известный как Ба́рни Бэттлз (англ. Barney Battles) — американский и шотландский футболист, нападающий. Наиболее известен по выступлениям за шотландский клуб «Харт оф Мидлотиан».

## Клубная карьера
Бэттлз родился в семье Барни Бэттлза, футболиста, выступавшего в том числе за такие клубы, как «Селтик», «Харт оф Мидлотиан» и «Ливерпуль». Барни-старший заболел пневмонией и скончался в возрасте 30 лет ещё до рождения сына, который был назван в его честь.
Бэттлз вырос в Эдинбурге, там же он начал заниматься футболом. В подростковом возрасте Барни вместе с семьёй эмигрировал в США.

### «Бостон Соккер Клаб»
В США Бэттлз начал играть за «Бостон Селтик», где привлёк внимание скаута из недавно основанного клуба «Бостон Соккер Клаб», выступавшего в Американской футбольной лиге. В 19 лет он подписал с клубом профессиональный контракт.
В сезоне 1924/25 Бэттлз забил 7 голов в 18 матчах и помог «Соккер Клаб» выиграть Кубок Американской лиги 1925 и Американский футбольный чемпионат. Барни стабильно выступал за клуб на протяжении следующих трёх сезонов, забивая немало голов. Бостонская команда выиграла Кубок лиги 1927 и стала чемпионом АФЛ в сезоне 1927/28, однако вслед за этим серьёзно пострадала из-за конфликта между представителями лиги и Федерацией футбола США. Эта так называемая «Футбольная война» в сочетании с началом Великой депрессии привела к серьёзным финансовым трудностям для клуба, после чего Бэттлз покинул команду, решив вернуться на родину.

### «Харт оф Мидлотиан»
После возвращения в Шотландию Бэттлз присоединился к клубу «Харт оф Мидлотиан», за который когда-то выступал его отец. 23-летний нападающий немедленно проявил себя, забив гол в дебютном матче, а затем сделав дубль и хет-трик в двух последующих играх. К концу сезона 1928/29 он забил рекордные для клуба 31 гол в 28 матчах, а «Хартс» занял 4-е место в чемпионате Шотландии. Бэттлз быстро стал любимцем болельщиков, в особенности за то, что часто забивал голы в местном дерби против «Хиберниан».
Бэттлз продолжал много забивать и в следующем сезоне, но из-за нестабильной игры «Хартс» занял лишь 10-е место в чемпионате, а в полуфинале Кубка Шотландии проиграл «Рейнджерс».
В сезоне 1930/31 Барни обновил своё достижение, забив 44 гола в лиге и установив рекорд клуба, который держится до сих пор. Этот результат позволил ему стать лучшим бомбардиром чемпионата Шотландии.
Последующие сезоны были в значительной мере испорчены травмой колена, от которой Бэттлз так и не оправился, несмотря на операцию, проведённую в сентябре 1932 года. В 1934 году он был вынужден взять годовой отпуск, в течение которого осваивал профессию массажиста. Окончательно ушёл из профессионального футбола в апреле 1936 года. Его последним матчем за «Хартс» стало домашнее поражение от «Абердина» со счётом 1:2.

## Карьера в сборной
Во время игры за «Бостон Соккер Клаб» Бэттлз однократно вызывался в сборную США на товарищеский матч против Канады. Игра закончилась поражением со счётом 0:1.
25 октября 1930 года Барни сыграл за сборную Шотландии против Уэльса в рамках Домашнего чемпионата Британии 1930/31. Несмотря на то, что Бэттлз забил единственный гол шотландцев в этой встрече (матч завершился со счётом 1:1), он больше не вызывался в сборную, проиграв конкуренцию на позиции центрального нападающего Хьюи Галлахеру.

## Достижения

### Командные достижения
«Бостон Соккер Клаб»
- Чемпион АФЛ: 1927/28
- Обладатель Кубка АФЛ (2): 1925, 1927
- Победитель Американского футбольного чемпионата: 1925
- Итого: 4 трофея

«Харт оф Мидлотиан»
- Обладатель Кубка Восточной Шотландии (2): 1929/30, 1930/31
- Обладатель Кубка Данидина: 1929
- Обладатель Кубка Уилсона (2): 1929, 1932
- Обладатель Благотворительного кубка Розбери: 1929
- Обладатель Благотворительного кубка Стерлинга: 1932
- Итого: 7 трофеев

Сборная Шотландии
- Победитель Домашнего чемпионата Великобритании: 1930/31*
- Итого: 1 трофей

(* — разделённая победа)

### Личные достижения
- Лучший бомбардир чемпионата Шотландии: 1931
- Рекордсмен «Харт оф Мидлотиан» по количеству голов в сезоне: 54 гола
- Рекордсмен «Харт оф Мидлотиан» по количеству голов в сезоне лиги: 44 гола

## Статистика выступлений
| Клуб               | Сезон            | Лига | Лига | Национальные кубки | Национальные кубки | Национальные кубки | Национальные кубки | Прочие | Прочие | Итого | Итого |
| Клуб               | Сезон            | Лига | Лига | Кубок              | Кубок              | Кубок лиги         | Кубок лиги         | Прочие | Прочие | Итого | Итого |
| Клуб               | Сезон            | Игры | Голы | Игры               | Голы               | Игры               | Голы               | Игры   | Голы   | Игры  | Голы  |
| ------------------ | ---------------- | ---- | ---- | ------------------ | ------------------ | ------------------ | ------------------ | ------ | ------ | ----- | ----- |
| Бостон Соккер Клаб | 1924/25          | 18   | 7    | 0                  | 0                  | 0                  | 0                  | 3      | 2      | 21    | 9     |
| Бостон Соккер Клаб | 1925/26          | 20   | 12   | 0                  | 0                  | 0                  | 0                  | 0      | 0      | 20    | 12    |
| Бостон Соккер Клаб | 1926/27          | 34   | 7    | 1                  | 1                  | 4+                 | 2+                 | 0      | 0      | 39+   | 10+   |
| Бостон Соккер Клаб | 1927/28          | 46   | 21   | 2                  | 0                  | 8                  | 7                  | 0      | 0      | 56    | 28    |
| Бостон Соккер Клаб | Итого            | 118  | 47   | 3                  | 1                  | 12+                | 9+                 | 3      | 2      | 136+  | 59+   |
| Харт оф Мидлотиан  | 1928/29          | 28   | 31   | 1                  | 0                  | -                  | -                  | 7      | 15     | 36    | 46    |
| Харт оф Мидлотиан  | 1929/30          | 29   | 26   | 6                  | 7                  | -                  | -                  | 2      | 5      | 37    | 38    |
| Харт оф Мидлотиан  | 1930/31          | 34   | 44   | 2                  | 3                  | -                  | -                  | 4      | 7      | 40    | 54    |
| Харт оф Мидлотиан  | 1931/32          | 26   | 15   | 3                  | 7                  | -                  | -                  | 5      | 7      | 34    | 29    |
| Харт оф Мидлотиан  | 1932/33          | 4    | 3    | 2                  | 0                  | -                  | -                  | 0      | 0      | 6     | 3     |
| Харт оф Мидлотиан  | 1933/34          | 22   | 13   | 0                  | 0                  | -                  | -                  | 0      | 0      | 22    | 13    |
| Харт оф Мидлотиан  | 1934/35          | 0    | 0    | 0                  | 0                  | -                  | -                  | 0      | 0      | 0     | 0     |
| Харт оф Мидлотиан  | 1935/36          | 5    | 3    | 0                  | 0                  | -                  | -                  | 0      | 0      | 5     | 3     |
| Харт оф Мидлотиан  | Итого            | 148  | 135  | 14                 | 17                 | 0                  | 0                  | 18     | 34     | 180   | 186   |
| Всего за карьеру   | Всего за карьеру | 266  | 182  | 17                 | 18                 | 12+                | 9+                 | 21     | 36     | 316+  | 245+  |

## Вне футбола
После завершения карьеры Бэттлз работал физиотерапевтом, а в 1950-х годах стал успешным спортивным журналистом. Позже владел пабом в районе Ньюхейвен в Эдинбурге.
Скончался в возрасте 74 лет в ноябре 1979 года, похоронен на кладбище Маунт-Вернон в Эдинбурге.